# F-117 Night Storm
F-117 Night Storm è un videogioco pubblicato nel 1993 in esclusiva per Sega Mega Drive dalla Electronic Arts.

## Modalità di gioco
Il giocatore pilota un Lockheed F-117 Nighthawk. Ci sono due modalità: quella arcade e quella campagna. La modalità arcade permette ai giocatori di selezionare e scegliere ogni aspetto della missione, mentre quella campagna è una modalità carriera nella United States Air Force. Dalle missioni di addestramento nel deserto del Nevada (durante il periodo di arruolamento del giocatore nel 1982) ai periodi di servizio a Panama (negli anni ottanta) e durante la guerra del Golfo (dal 1990 al 1991), ogni missione ha un obiettivo primario che deve essere completato prima di procedere con la missione successiva.
Ai giocatori viene data l'opzione di scelta dell'equipaggiamento tra sette armi diverse; tra cui i missili Sidewinder. La sintesi vocale è implementata nel gioco. Alla sua uscita, il gioco era ritenuto il simulatore di combattimento aereo più realistico disponibile al grande pubblico. Inquadrature alternative sono utilizzate per aggiungere teatralità ai filmati. I velivoli dei giocatori utilizzano un sistema di puntamento laser insieme a dei display a infrarossi che mostrano i velivoli nemici e altri obiettivi.

## Critica
Electronic Gaming Monthly diede a F-117A Night Storm 5.6 su 10. Ne lodò l'idea, i filmati e il level design, ma stabilì che l'irregolarità dei controlli di volo e combattimento costituisce un "difetto fatale".